# Guido de Marco
Guido de Marco (La Valeta, 22 de julio de 1931 - ibídem, 12 de agosto de 2010) fue un político maltés, presidente de la República durante el período 1999-2004.

## Biografía
Cursó todos sus estudios, incluidos los universitarios, en Malta, licenciándose en Filosofía, Filología, Derecho y Económicas. Catedrático de Derecho penal en la Universidad de Malta, a partir de 1966 fue diputado en la Cámara de Representantes. Secretario general del Partido Nacionalista de Malta de 1972 a 1977. Ocupó diversas carteras ministeriales desde 1975 (Justicia, Interior, Asuntos Exteriores y vice primer ministro). Fue Jefe del Estado de 1999 a 2004. Se casó con Violet Saliba.